# Болохівська земля
Болохівська земля (Болоховська земля, Болохівщина) — давньоруська історико-географічна область XII — XIII століть. Межувала з Галицьким, Волинським і Київським князівствами.

## Історіографія
Вперше на Болохівську землю звернув увагу російський історик М. М. Карамзін (1766–1826). Проаналізувавши відомі на той час письмові джерела, він вказав на її ймовірне розташування між сучасною Волинню та Пониззям (з XIV ст. Поділлям) — у давньоруський час прикордонних територій Київського та Галицько-Волинського князівства. Послідовники М. Карамзіна, які зацікавились минулим краю — Н. В. Молчановський (1852–1906), О. М. Андріяшев (1868–1939), М. Ф. Біляшівський (1867–1926), М. П. Дашкевич (1852–1908), І. А. Линниченко (1882–1926), М. С. Грушевський (1866–1934), які систематизували відомі їм пам'ятки, відзначали Болохівщину як цілісний масив з власними соціально-політичними, економічними, правовими, адміністративними та культурними рисами. Вони окреслили економічні засади та соціальний устрій цього краю, звернувши увагу на характерні риси політичної суверенності, значну роль місцевої знаті, активну внутрішню та зовнішню торговельно-економічну практику, мобільну посередницьку торгівлю, боротьбу з представниками офіційної влади, в тому числі Романовичами.
Ґрунтовно дослідив питання про болохівців київський учений М. Дашкевич своєю працею «Болоховская земля» у 1878 р. і цілим рядом пізніших його статей на цю тему, у яких стверджував про існування болохівських міст — Божська, Болохова, Губина, Деревича, Кудина, Межибоже. Таке відкриття спонукало іншого київського професора В. Б. Антоновича дослідити ці об'єкти на місцях. Зокрема, він здійснив археологічну розвідку літописного Губина на річці Случ, підтвердивши думку М. Дашкевича про Губин як одне із центральних міст Болохівського князівства. Результати його подальших дослідів міст та городищ Болохівської землі увійшли до розгорнутої праці «Археологическая карта Волынской губернии», приурочену до XI археологічного з'їзду у Києві. Щодо Подільської губернії, таку саму роботу показав Ю. Й. Сіцінський. Значний внесок у дослідження історії Болохівської землі, зокрема, скарбів, виявлених у процесі археологічних розкопок, зробив автор книги «Скарби Болохівської землі» В. Якубовський.
У 1984 році вийшла у світ перша фундаментальна монографія з історії Галицько-Волинського князівства під авторством І. Крип'якевича, в якій автор приділив увагу й Болохівській землі.

## Географічне розташування та територія
Болохівщина розташовувалася у верхів'ях річок Південного Бугу (горішнє Побожжя), Случі, Тетерева, фактично лежала на межі південно-східної частини Волині з північною частиною Поділля.
Чітких кордонів Болохівської землі історикам-дослідникам встановити не вдалося. Із заходу літопис називає такі прикордонні міста (які знаходились за межами Болохівської землі):
1. Волинського князівства (землі Погорини) — Вигошев, Шумськ на території сучасної Тернопільської області; Тихомль, Гнійниця (тепер — с. Поліське), Ізяславль (тепер — м. Ізяслав) на території сучасної Хмельницької області; Острог, Дорогобуж, Сапогинь (тепер — с. Сапожин) та Корчеськ (тепер — м. Корець) на території сучасної Рівненської області;
2. Галицького князівства (Теребовлянська земля — Збараж, Микулин (тепер — смт Микулинці), Теребовль (тепер — м. Теребовля), Моклеков, Звенигород (тепер — с. Дзвенигород; за іншими міркуваннями — с. Звенигород) на території сучасної Тернопільської області.

Дослідник М. Дашкевич називає північно-західним кордоном Болохівщини річку Хомору, де Болохівщина межувала з Погориною
На Півночі ймовірним кордоном Болохівських земель був літописний Чортів ліс — лісовий масив між правобережжям середньої течії р. Случі і лівобережжям верхнього Тетерева (нині — ліси у Звягельському, Хорошівському, Баранівському, Романівському, Чуднівському, Пулинському і Житомирському районах Житомирської області).
На південь Болохівська земля тягнулася вздовж Південного Бугу і по притоках обидвох його сторін до повороту його на південь і межувала з областями Побожжя (частково займала Верхнє Побожжя) і Пониззя. Із порубіжних міст Галицького князівства в літописі згадуються Каліус (тепер — с. Калюсик), Бакота та Ушиця (тепер — смт Стара Ушиця) на території сучасної Хмельницької області.
На сході межі Болохівщини обмежувалися верхів'ям р. Тетерева до впадіння в неї р. Гнилоп'яті.

## Адміністративно-територіальний устрій
М. Дашкевич свого часу визначав Болохівщину як автономне утворення, яке спочатку було складовою частиною Київського князівства, потім лише формально відносилось до Волинського князівства, а згодом і до Галицько-Волинської Русі. Сучасні дослідники відносять її до нової територіально-політичної спільності із центром у Болохові, яку очолили літописні «болохівські князі», котрі не визнавали над собою влади сусідніх князів, в тому числі Данила Романовича.
Судячи з літописних посилань, а також археологічних матеріалів, головним дорадчим органом на Болохівських землях було віче, похідне від традиційних племінних зібрань слов'ян, на яких шляхом обговорення («віщування») вирішували громадські справи. Відомо, що за феодальної роздробленості роль віча посилилась у політичному та економічному житті городян, а постійні згадки у літопису про болохівських князів — про пріоритетні позиції в таких процесах представників колишньої племінної верхівки, очільників «старих родоводів», які не залишались носіями традицій додержавного часу, сформованих у надрах племінних союзів. На думку дослідників, напередодні утворення Київської Русі, могутній та авторитетний волинсько-дулібсько-бужанський союз охоплював землі майбутньої Болохівщини, а у певних ареалах відчутними були впливи об'єднань деревлян, уличів та тиверців. Патріархальна місцева знать відігравала тут суттєву, якщо не провідну роль, яку поширювала не лише на політичні, а й економічні ділянки тогочасного права.
Через Болохівську землю проходили важливі шляхи, які сполучували Київ із західними землями, і болохівські міста, очевидно, мали користь від торгівлі, яка йшла по тих дорогах. З Галича до Києва йшов шлях на Болшів, Теребовлю, через болохівські міста Межибоже, Божський, Болохово; далі він йшов на Мунарів, Володарів та Василів. Під 1170 р. князь Мстислав II Ізяславич через Болохів втікав з Києва до Володимира (Волинського).
Вигідне розташування Болохівщини на одній із центральних міжнародних магістралей Середньовіччя сприяло одержанню колосальних торговельних прибутків та мита, вона була частиною загальноєвропейської торговельно-економічної системи. Не випадково її землі відзначені на знаменитій карті торговельних та стратегічних пунктів Європи та Сходу Ідрісі, датованій 1154 р. Болохівці мали розвинуті зв'язки з економічними центрами Візантії, спілкувалися з польськими, чеськими, угорськими королями, вміли домовитися з татарськими ханами. Про такі ділові і дипломатичні якості болохівців неодноразово згадували й літописці. Відтак, коли на багатих і залюднених землях Болохівщини зійшлися територіальні, політичні та економічні інтереси Київського, Галицько-Волинського та Чернігівського князівств, такі обставини зробили ці землі об'єктом приватновласницьких бажань та претензій нових князівських династій й іноземних загарбників.
Ймовірно, що на болохівських землях зберігалися і давній адміністративно-господарчий поділ, система військової оборони разом із дружинними формуваннями, налагоджений зв'язок, та усталена податкова служба. Укорінені на місцях, вони були використані князями нової правлячої верхівки, яку з X ст. уособлювали київські зверхники. Отже протистояння відбувалось між галицько-волинськими, київськими та чернігівськими князями, представниками місцевих династій та зарубіжних загарбників. На тлі прагнень придушити всілякі спроби місцевої незалежності з боку офіційної влади відбувались процеси розкладу общини, світоглядно-релігійних змін, зрушень традиційного укладу.

## Населення Болохівської землі та його господарство
Детальніші відомості з цієї теми ви можете знайти в статті Болохівці.
Щодо етнічного складу населення Болохівської землі серед істориків з самого початку виникли розбіжності. Так, А. Петрушевич та С. Томашівський вважали болохівців за волохів. З ними був згоден О. Болдур, котрий в 1942 р. висунув свою теорію романського (волоського) походження болохівців. Д. Зубрицький, І. Шараневич та Н. Молчановський вважали болохівців за зрущених половців і взагалі за плем'я тюркське. Є навіть думка, що болохівці — це група меото-казарських (хозарських (?), болхарських (?)) слов'ян, які прорвалися з тривожного степу після першого нашестя монголо-татар в 1223 р. На думку М. Дашкевича, яку поділяли В. Антонович, М. Грушевський та І. Крип'якевич, болоховці — це було якесь руське плем'я з певною домішкою тюркського (чорноклобуцького, торкського) елементу (наприклад полочани, сх.-слов'янське плем'я полян; див. Полоцьке князівство (м. Полоцьк (Полотеськ)), Куявія). Однак приналежність половців, торків, клобуків та куманів до тюркського етносу, -недоведена і лишається лише гіпотезою, на противагу іншій версії, про автохтонно-слов'янський елемент цих літописних народів.
Сучасні матеріали додають ґрунтовності до висловлених М. Дашкевичем міркувань. Серед археологічних знахідок у болохівських землях знайдено багато речей, пов'язаних з язичницькими віруваннями слов'ян. Це у свою чергу, дає підстави для розгляду тематики «волховання», «волхвів», як ймовірного виду діяльності представницького прошарку місцевих спільнот Болохівщини. Узагальнено така «регіональна» назва могла вживатися як соціально-визначальна щодо болохівських князів, по суті племінних вождів, які зазвичай виконували жрецькі функції. Про переважання слов'янських елементів та самоідентифікацію болохівського населення із слов'янсько-давньоруською спільнотою свідчать предмети побутового вжитку, набори ювелірних прикрас. Риси матеріальної та духовної культури у XII — XIII ст. характеризують населення болохівських земель як спадкоємців волинян, які в давнину населяли її північну частину — верхів'я річок Горині та Тетерева, в той час як південну — нащадки уличів. Їх спільноти на певному етапі пережили процеси злиття та зрощення. Ювелірні прикраси з болохівських територій свідчать про початкове переважання у них елементів, характерних для дулібсько-волинянської спільності.
Частину населення цих земель, в силу активних міграційних процесів на шляхових магістралях, складали інші народи. На тлі слов'янського цементуючого етнічного ядра, діяли тюрки, германці, народи Балтії, євреї. На їх присутність вказують відповідні знахідки речей, а також топонімічні назви. Ці етнічні прошарки мали власні соціально-політичні та економічні «ніші». Їх кількісний відсоток серед населення, напевно, за певних обставин коливався, однак в цілому був відносно невеликий і не порушував монолітності всього соціокультурного масиву. Тюркські етноси, на думку деяких дослідників, відігравали тут суттєву роль. Їх складали в цей час половці та чорні клобуки, торки, кумани. Роль та впливи перших полягала у причетності до військово-охоронної справи, яка для кочівників була і професією, і способом життя. Їх войовничі здібності використовували і болохівські князі, і Данило Романович, і його чернігівські та київські суперники. В ряду тюркомовних народів сприймали також представників Сходу та Закавказзя, які представляли інші етнічні культури та традиції, однак мали відношення до виготовлення та зберігання зброї, тобто узагальнено, військової справи. В такий спосіб вони дійсно могли впливати на ситуацію та події в краї. Частину населення становили бродники, берладники і так звані галицькі вигнанці, які у соціально-політичному плані формували єдиний конгломерат. Вони мешкали за державними рубежами, не підкоряючись ні одному з правителів і представляли достатньо значну військову силу.
Болохівці жили у наземних житлах зі стінами, каркас яких складали стовпи, всередині яких знаходилась ґрунтова долівка з глинобитною піччю, характерною для більшості поселень Давньої Русі. Відкриті також великі, двоповерхові, зрубні будівлі, де верхня частина служила житлом, а нижня призначалась для прислуги та зберігання продуктів. Вважають, що такий тип жител належав заможним болохівцям, представникам місцевої знаті.
Населення Болохівської землі займалося в-основному рільництвом, але зберігало деякі кочівницькі риси — брали участь у степових «промислах» — мисливстві, рибальстві, скотарстві. Господарство населення, яке мешкало на цих теренах, колишніх членів племен дулібів, волинян, бужан, судячи з археологічного матеріалу, базувалося на вирощуванні злакових — хлібних та технічних культур — пшениці, жита, проса, гречки, льону, коноплі. Істотну роль відігравало сільське господарство, яке вели окремими дворами, та скотарство. В індивідуальному господарстві та водночас у торговельних обмінах використовували мисливську здобич — дичину, адже значну частину тогочасних територій Болохівщини займали густі ліси.
Населення болохівських земель займалися багатьма різновидами ремесел, про що свідчать ремісницькі вироби XII — XIII ст. Так, зокрема, в групі металевих виробів, крім знарядь праці, інтерес представляють різноманітні прикраси — срібні браслети, скроневі кільця, колти, рясна, медальйони, прикрашені черню, позолотою, ажурною філігранню. Вони є художніми витворами, характерними саме для слов'янського вжитку. Традиційні технічні та технологічні прийоми, які застосовували у виготовленні таких прикрас, можна простежити на давньоруських теренах Волині та Поділля від IX до XIII ст., а за межами давньоруського часу — як південно-західну художню традицію — аж до XV ст. В прямому зв'язку з ювелірним ремеслом розвивалось зброярство, центри якого також існували на Болохівщині. В мирний час болохівці були будівельниками і землеробами, ремісниками і торгівцями, мисливцями і рибалками, у часи військової загрози вони перетворювалися на воїнів, які стіною ставали на захист своїх домівок. Військо болохівців, як показують археологічні знахідки, мало піхоту і кінноту. А зважаючи на те, що за доби Середньовіччя кінська збруя та спорядження вершника коштувало дорого, можна судити й про високий рівень достатків болохівських військовиків. Археологічні матеріали та спостереження краєзнавців дають можливість говорити і про деякі подробиці їх військових буднів. Так, на думку дослідників, походи дружин відбувались взимку, тому що тільки по кризі можна було перейти річки та озера, болота та хащі лісу. Поранених, як свідчать археологічні знахідки, лікували, та, навіть, оперували: в нашаруваннях XII — XIII ст. знаходили залізні пінцети, скальпелі, гачки, затискачі. Вони предметно ілюструють медично-знахарську обізнаність і досконалу лікувальну справу болохівців, у якій навіть вбачають ймовірне існування польової хірургії.

## Болохівські міста
Всього в межах Болохівщини та суміжних областях зафіксовано та описано 27 городищ, 51 селище і 23 могильники. В Послуччі виявлено 23 міста, на Південному Бузі — 20, в Погоринні — 10.
Болохівські міста, як пише М. Дашкевич, мусили мати упорядкований вигляд. Вони забудовувалися дерев'яними будівлями, укріплювалися греблями, тобто ровами та насипами (валами). Археологічні дослідження, які проводили в Райківцях, Колодяжному, Городищі під Шепетівкою, Городищі на р. Згар, Полонному, Кобуді, Губині, Меджибожі, свідчать про потужну, розумно продуману і сплановану фортифікаційну систему болохівських міст, возведення якої потребувало знань, умінь та залізної організації. Оборонно-захисні споруди мали літописні гради — Губин, Ікобудь, Дядьків, Меджибіж (Межибож'є), Деревич, Божськ, Городець та Болохів.
З міст Болохівської землі у літописах згадуються:
- Білобережжя — В літературі щодо цього існують різні думки, припускається, що міст з такою назвою могло бути два. Про перше з них, згадане під 1233 р., в Літописі говориться: «А боярин Володислав Юрійович їхав у сторожі од Данила з Києва і стрів він рать у Білобережжі, і билися вони через ріку Случ, однак зазнали поразки і гонили [угри] їх до ріки Деревної (Деревички). Із лісу Чортового[6] прийшла вість до Києва Володимиру і Данилові од Володислава…»[24] Виходячи з цього уривку, літописне Білобережжя мало б лежати на річці Случ, причому десь південніше Чортового лісу та річки Деревички (наприклад, можливо — це давньоруське городище (XII—XIII ст.) на території с. Старий Остропіль Старокостянтинівського району Хмельницької області; при впадінні р. Білка в Случ). Друге, згадане під 1257 р., — можливо, городище, вал, рів в урочищі Замчисько на лівому березі р. Бужка за 1 км на захід від с. Берегелі Красилівського району Хмельницької обл.[24]

- Божський (Бозький, Бузський, Бужзький, Бузький[25]) — вперше згадується під 1146 р. Нині — можливо, городище в с. Суслівці Летичівського району Хмельницької області.[24]; також можливо городище в урочищі Город Богів біля с. Божиківці Деражнянського району Хмельницької області.[26]
- Болохів (Болехів) — літописне місто вперше згадується Київським літописом під 1150 р. в розповіді про війну поміж Ізяславом Мстиславичем і його дядьком Юрієм Долгоруким за київський великокнязівський стіл; локалізується як городище на мисі лівого берега р. Случ в межах сучасного смт Любар і с. Старий Любар Житомирської області.[24]

У часи Київської Русі літописний город Болехів існував на лівому березі ріки; зруйнований татарами у XIII ст. Десь у середині XIV ст. князь Любарт на протилежному (правому) березі заснував укріплення і поселення Любартов — більше століття було центром удільного князівства у складі Литви…
Відтоді і донині воно відомо на ПРАВОМУ березі… а арх. руїни відповідно — на лівому березі (там де воно — місто — і було з літописних часів)… -->
- Городець — вперше згадується під 1241 р. Можливо, це городище на лівому березі верхнього Згару в межах с. Городище Деражнянського району Хмельницької області.[24];
- Губин — вперше згадується під 1241 р. Розміщувалося на правому березі р. Случі, коло лівого берега гирла р. Ладижки; нині — с. Губин (городище Замок) Старокостянтинівського району Хмельницької обл..[24]
- Деревич — вперше згадується під 1241 р. Центр удільного князівства, нині — с. Великі Деревичі (городище в урочищі Замчисько-Замчище на лівому березі р. Деревної (Деревички)) Любарського району Житомирської області.[24]
- Дядьків — вперше згадується під 1241 р. Ймовірно, це городище на лівому березі р. Згарка в межах с. Дяківці Літинського району Вінницької області.[24]
- (І)Кобуд(ь) — вперше згадується під 1241 р. Нині — ймовірно городище під руїнами замку на лівому березі р. Случі, біля правого берегу гирла р. Ікопоті) в межах м. Старокостянтинів Хмельницької області.[24];
- Кудин — вперше згадується під 1241 р. Нині — городище Вали на околиці с. Кудинка Летичівського району Хмельницкої області.[24]
- Межибоже — вперше згадується під 1146 р. Центр удільного князівства, городище на лівому березі Південного Бугу біля правого берега гирла Бужка в межах смт Меджибіж Летичівського району Хмельницької обл. Нарівні з Бозьким було одним з головних міст у верхньому Побожжі.[7]
- Микулин — вперше згадується під 1167 р. Нині — поселення в с. Микулин Полонського району Хмельницької обл.[7];
- Чернятин — вперше згадується під 1252 р. Городище Замчисько на лівому березі р. Ікопоті в межах с. Великий Чернятин Старокостянтинівського району Хмельницької обл.[7] М. Дашкевич вважав, що землі чернятинців (м. Чернятин) та білобережців (м. Білобережжя) були окремими округами Болохівщини.[27]

І. Крип'якевич, окрім вищезгаданих, називає ще такі болохівські «городи»:
- Колодяжин — вперше згадується під 1240 р. Городище, укріплений замок на правому березі Случі біля с. Колодяжного Романівського району Житомирської обл.. Його в 1241 р. облягав Батий, який, поставивши 12 пороків, не міг розбити стіни і лише хитрощами оволодів містом.[24] Належність міста до Болохівщини припускається його географічним положенням — воно лежало на р. Случ, східніше Полоного, Микулина, біля Деревича;
- Городеськ — вперше згадується під 1252 р. Нині — три городища на лівому березі Тетерева в с. Городське Коростишівського району Житомирської обл..[24][28] Якщо давнє місто Городеськ дійсно лежало біля теперішнього села Городське, то віднесення його до Болохівщини є дуже сумнівним у географічному плані, адже воно досить віддалене від Болохівської землі.

- Мунарів (Мунарев) — вперше згадується під 1150 р. Городище на валу на лівому березі верхньої Унави; нині — с. Городище Андрушівського району Житомирської обл.[7] Місто лежало на шляху з Галича до Києва, між Болоховом та Володаревом. Віднесення його І. Крип'якевичем до Болохівської землі є досить сумнівним, та й в географічному плані воно лежало досить віддалене від можливих її східних кордонів;
- Прилук — вперше згадується під 1146 р. Городище, мабуть, під пізнішими укріпленнями — «буртами» на лівому березі р. Десни; нині — с. Стара Прилука Липовецького району Вінницької обл.[7];
- Сімоць — вперше згадується під 1169 р. Городище біля с. Суємців Баранівського р-ну Житомирської обл.[7]
- Возвягль (Взвягль, Звягель) — вперше згадується під 1256 р. Городище на лівому березі р. Случ, біля лівого берега гирла р. Смілки в межах сучасного м. Звягель Житомирської обл.[24]
- Городок — вперше згадується під 1252 р. Городище на правому березі р. Церему в межах с. Городище Звягельського району Житомирської обл.[24]

Щодо входження вищевказаних останніх трьох міст до Болохівщини, то до неї відносить їх лише І. Крип'якевич. У літописі вони згадуються як городи Київської землі, що піддалися татарам і які Данило звоював після болохівських городів у 1252 р. (Возвягль ще й у 1256 р.). Швидше за все, на ці міста поширився так званий болохівський рух і Данило пішов на них походом для його придушення. Ще одним аргументом проти входження цих городів до Болохівської землі є те, що вони лежать на північ від літописного Чортового лісу, який був ніби природним північним кордоном Болохівщини.
Вищезгадані Деревич, Губин та Кобуд І. Крип'якевич називає менш знаними поселеннями, Кудин, Городець, Дядьків, Болохово, Мунарів і Прилук — менш укріпленими.
Існують також згадки в літопису про «городи», які за своїм географічним розташуванням могли входити до Болохівської землі, проте про це прямо не вказано:
- Гольсько — вперше згадується під 1150 р. Городище на правому березі р. Случі; нині — біля с. Гульська Звягельського району Житомирської обл.[24] Місто Гольсько могло входити до Болохівщини, якщо прийняти думку І. Крип'якевича про входження до останньої міст Возвягля та Сімоця, з якими воно географічно тісно пов'язане.
- Жедечев — вперше згадується під 1252 р. Можливо, городище на правому березі верхньої Глибокої Канави (ліва притока Гнилоп'яті); нині — ймовірно, на околиці с. Райгородка (за 7 — 9 км на південний захід від с. Жидівців[30], нині — с. Романівки) Бердичівського району Житомирської обл.[24] Місто Жедечев могло входити до Болохівської землі, адже як її східний кордон називається річка Тетерів при впадінні до неї річки Гнилоп'ять, та й сама Гнилоп'ять, а вищевказане місто лежало на її лівій притоці, тобто, було західніше від названого східного кордону.
- Кам'янець — вперше згадується під 1196 р. Городище, центр удільного князівства, на лівому березі р. Случі; нині — біля смт Мирополя Романівського району Житомирської обл.[24] Кам'янець багатьма дослідниками, в тому числі й І. Крип'якевичем, пов'язується із сусідньою історичною областю Погориною Волинського князівства. Хоча, якщо вважати за давній Кам'янець саме вищевказане сучасне смт Миропіль, то він не повинен був належати до Болохівщини, адже в 1235 році болохівські князьки ходили «воювати» на Кам'янець.
- Полоний — вперше згадується під 996 р. Городище-замок на правому березі р. Хомори (тепер м. Полонне Хмельницької обл.) — його І. Крип'якевич вважає головним містом Болохівської землі в області Случі, яке належало київській Десятинній церкві. Незрозуміло, чим він керувався при цьому, тому що в літописах Полонне жодного разу не згадане як болохівське місто. В 1195–1196 рр. воно перейшло до володінь Романа Мстиславича і з того часу лишилося за Волинню. Більше того, в 1235 році ми маємо свідчення того, що болохівські князі повоювали землю Данила «по Хомору», однак Полонного взяти не змогли і пішли до Кам'янця.[7]

Також, до Болохівщини ймовірно належить Райковецьке городище біля сучасного с. Райки (Бердичівський район) Житомирської області; та/або імовірно Райковецьке городище біля с. Райківці Хмельницького району Хмельницької області (у верхів'ях р. Смотрич)[джерело?].
Ймовірно до Болохівської землі належали також:
- Житомир (Житомель, Житомль, Житомер) — уперше згадується в літописах 1240 р. За чеським славістом Я. Шафариком, виникло поселення в VIII—IX сторіччях[31] як центр одного з племен деревлян-житичів [південних деревлян (подільських, побужзьких)]. Назва його, очевидно, означає — «мир (місто, громада) житичів». А за легендою, місто засновано радником (радомислом) і улюбленцем київських князів Аскольда й Діра — Житомиром (старослов'янське ім'я, на кшалт Жизномир), який після вбивства їх не захотів служити Олегові, а пішов зі своєю дружиною в ліси землі деревлянської й заснував поселення (общинне місто, громаду), назвавши його своїм іменем

[за припущенням багатьох дослідників, в ці ліси, так званий Чортів ліс, зтікалися русичі із Київської Русі (язичники-слов'яни; т. зв. уходники, літописні «бродники», майбутній прошарок козацтва — етнічної української державності) від насадження православного християнства, та від татарської навали; див. також Збручанський культовий центр, Збручський ідол].
- городище (археологічні руїни) — залишки давньоруського міста-фортеці (середина XII ст.) на східній околиці с. Городище (Шепетівський район) Хмельницької області. Російський радянський археолог М. К. Каргер безпідставно вважав його за літописний Ізяславль.[24]
- Гриців — смт. Хмельницької області (Шепетівський район; при впадінні р. Білка у Хомору). Припускають, що Гриців існував ще за часів Київської Русі. Назву виводять від імені Григорій (Гриць), яке мав князь Теребов'янський — володар села наприкінці XI — на початку XII ст. Імовірніше за все, що назва виникла від імені першого поселенця.[33]

## Болохівські князі
Навколо проблеми походження болохівських князів і досі триває дискусія. Літописець розповідає про них як про рід збіднілих, васально залежних князів, яких у 1235 р. Михайло Всеволодович Чернігівський та Ізяслав Мстиславич звільняли з полону Данила, називаючи «братами». Науковці вважають їх:
- туземними князями на зразок Кондувдия, асимільованими половцями (версія Д. Зубрицького, підтримана І. Шараневичем, Н. Молчановським та ін.);
- боярами, які виступали проти об'єднавчої політики Данила Романовича (версія М. Котляра);
- сільськими князями-суддями, аналогічними підкарпатським у селах на волоському праві (версія А. Петрушевича, як і попередня не зовсім узгоджується з джерелами, адже Болеслав прямо звернувся до Данила: «це не твої воїни, вони є окремими князями»[34] , «братією» називав їх і київський князь Ізяслав Мстиславич, крім того літописці ніколи не плутали бояр з князями, а у пом'яниках титул «князь» іноді переписаний сотні раз);
- нащадками Олега-Михаїла Святославича Чернігівського, Рюриковичами, двоюрідними братами Михайла Всеволодовича з роду Ольговичів (Андрій, Іван, його син Василь та Гаврило Мстиславич), які вціліли тут після трагедії 1211 р. (М. Карамзін, М. Арцибашев, М. Квашнін-Самарін, Р. Зотов). Помилка останніх полягала у тому, що вони вважали князя Ізяслава Мстиславича, який у 1235 р. захопив Київ і вимагав у Данила Романовича повернути свою «братію» — болохівських князів, Ольговичем, тоді як цей князь був Смоленським Мономаховичем;
- М. Дашкевич свого часу стверджував, що вони були виборними князями, старого, до-рюриковського типу, які залежали від бояр і приймали важливі рішення колегіально, громадою;
- Враховуючи цей факт, М. Баумгартен справедливо вважав болохівських князів нащадками Інгвара Ярославича, які зберегли тільки цю частину його володінь. Справді, Волинські Мономаховичі були «братією» для Смоленських Мономаховичів. Вважаючи, що їх права на Луцьк і Східну Волинь вагоміші від прав Данила Романовича, ці князі і їх нащадки могли бути в опозиції до Данила Галицького. Крім того безпосереднє сусідство з ординцями змушувало їх до співпраці з ними. Болохівські князі, як і вважав М. Баумгартен, були братами або нащадками князя Бориса Ярославича.[35]

В XII — XIII ст. міста Божський та Межибоже бували столицями окремої волості другорядних князів:
- Давида Ігоровича (1110);
- Святослава Всеволодовича (1146–1147);
- Ростислава Юрійовича (1148)[29];

Болохівські князі як окремі, незалежні, вперше в літописах згадуються в першій чверті XIII ст. Відомі наступні болохівські князі:
- Борис Ярославич [Інґваревич ?] (? — після 1234), княжив у Меджибожі;
- Дмитро (? — 1368) — подільський князь, який разом з Хаджибеєм і Кутлубугом (Котлубеєм) зазнали поразки у битві на Синіх водах у 1362 р.;
- Федір Дмитрович (близько 1363)[36]

До можливих нащадків болохівських князів також відносять:
- Бориса Звягольського (Звягельського) (початок XV ст.) — представника князівської родини, яка володіла невеликим уділом з центром у Звягелі на краю Болохівської землі. До цієї родини відносяться також князі:

1. Іван Борисович (? — після 1461),
2. Семен Борисович (? — після 1446),
3. Андрій Семенович (? — до 1499),
4. Василь Семенович, (? — до 1499)[36];

- Дмитра Деревинського (Деревицького) (початок XV ст.). Прізвище цих князів могло походити від м. Деревича, які теж могли бути нащадками болохівських князів. Зрозуміло, що це тільки гіпотеза і походження даних князів залишається не встановленим.[35]

## Історія Болохівської землі
Територія між річками Гориною (Горинню), Богом (Південним Бугом) і Тетеревом відзначається відносно пізнім освоєнням. Це підтверджується археологічними джерелами: лише одиниці з відомих на сьогодні давньоруських пам'яток мають культурний шар, датований Х — поч. XI ст., переважна ж їх більшість виникають не раніше сер. XII — XIII ст.
Болохівська земля дістала свою назву від міста Болохова — вперше згадується в Іпатіївському літописі під 1150 роком:

| У той же час рушив Володимир [Володаревич] із Галича до Києва сватові своєму Юрієві на поміч проти Ізяслава. І прийшла Ізяславу вість, що Володимир уже перейшов Болохів [і] йде мимо [города] Мунарева до [города] Володарева.[38] |
У середині XII ст. Болохівщина належала київським князям, її територія відносилася до порубіжних удільних князівств Київської землі. Тоді ж виділилася так звана Божська волость (з центром у м. Божському). Київський князь Ізяслав Мстиславич у 1146 р. надав князю Святославу Всеволодовичу п'ять міст, в тому числі Божський та Межибоже. У 1148 — 49 рр. волость тримає Ростислав Юрійович, син постійного суперника Ізяслава Мстиславича — Юрія Володимировича Довгорукого:

| «У той же час прийшов був Юрійович найстарший, Ростислав, розсварився із отцем своїм, бо отець йому волості не дав у Суздальській землі і прийшов він до Ізяслава в Київ… Ізяслав тоді сказав йому: «…Нині ж, коли отець тобі волості не дав, то я тобі даю». І дав він йому Божський, Межибоже, Котельницю й інші два городи»[39] |. Але він правив менше року.
З кінця XII ст. у літописах фігурує місто Полоний. Запис 1171 року (дата коментатора — 1170 р.) називає ім'я полонського князя Володимира Мстиславовича. Запис наступного, 1172 року (дата коментатора — 1169 р.) розповідає про похід половців на Русь. Вони рухалися двома крилами по обох берегах Дніпра. Київський князь Гліб Юрійович, не маючи сил для боротьби одночасно з двома загонами, вирішив замиритись — спочатку з лівобережним, потім — з правобережним. Проте правобережні половці, не чекаючи на послів від руського князя, вирушили у набіг.

| «І поїхали вони за Київ пустошили, і приїхали до Полоного, до города (церкви) святої Богородиці Десятинної, і до (города) Сімця, і взяли сіл без ліку з людьми, і з чоловіками, і з жінками, і коні, і скот, і овець погнали вони в Половці»[40]. |
У 1195 році Рюрик Ростиславович садить свого зятя Романа Мстиславовича (майбутній князь галицько-волинський і великий князь київський) у Полоному і половині области Корсунської. Роман, який отримав фактично другорядні, та ще й розташовані на значній відстані одна від одної волості, переходить в опозицію до Києва й укладає договір з чернігівськими Ольговичами про спільну боротьбу проти Рюрика та його союзників. Як наслідок, у 1196 р. 
| «Роман увіслав людей своїх у Полоний і звіти повелів їм, їздячи, пустошити… волость Рюрикову і Давидову, помагаючи Ольговичам…»[42] |. З цього часу, ймовірно, Полоний (як і загалом землі по Случі та Південному Бугу) остаточно виходить з-під влади Києва (у 1234 році Данило Романович захопив поблизу міста «в лузі Хоморському» Олександра Всеволодовича — свого двоюрідного брата, союзника галицьких бояр.
Стосовно болохівців літопис у 1235 році зазначає 
| « У той же час прийшли галичани на Кам'янець і всі болохівські князі з ними. І спустошили вони по [ріку] Хомору, і пішли до Кам'янця. Взявши здобич велику, вони пішли [звідти]. У той же час послав був Володимир [Рюрикович] Данилові підмогу — торків і [воєводу] Данила Нажировича. Тоді Данилові бояри, виїхавши з Кам'янця [і] з’єднавшися з торками, настигли їх. І переможені були невірні галичани, і всі князі болохівські схоплені були, і привели їх у Володимир до князя Данила»[42] |. З тексту літопису зрозуміло, що Полонне, яке є єдино відомим згідно з літописам містом на Хоморі, не було взято військами антиданилової коаліції і Полонська фортеця відіграла свою оборонну роль та прикрила східний кордон Галицько-Волинського князівства.

Статті літопису 1262 і 1268 рр. засвідчують існування у Полоному православного монастиря. З ним пов'язаний епізод із життя великого князя литовського Войшелка. Після хрещення він вирішив прийняти схиму: 
| «пішов він у город Полоний, до ігумена Григорія у монастир і постригся в ченці, і пробував у монастирі в Григорія три роки»[43] |
Межибоже відокремлюється від Божської волости й стає центром самостійного уділу значно пізніше — у першій третині XIII ст. Це засвідчують записи Галицько-Волинського літопису 1227 року: 
| «А потім же (Данило й Василько) відпустили Ярослава (Інгваревича) і дали йому Перемиль, а згодом Межибоже», | і 1234 року, де наведено ім'я ще одного межибожського князя — Бориса.

Болохівщина зберегла до певної міри свою автономію, а у другій чверті XIII ст. виділилася у окремий княжий уділ внаслідок боротьби руських князів за галицький престол. Причину її відокремлення М. Дашкевич бачить в общинному побуті болохівців, які управлялися виборними людьми та прагнули до незалежності. Болохівські князі вели боротьбу проти спроб Галицько-Волинського князівства приєднати їхні землі. 
Небажання княжого літописця подати докладніші відомості про болохівців можна пояснити вкрай неґативним ставленням Романовичів та їх оточення до дрібних князів, що відзначались відвертим сепаратизмом. Протиріччя між Володимиром і Болоховом досягли крайньої межі на початку 40-х років XIII ст. — під час нашестя монголо-татар на південноруські землі.
Болохівці визначалися своїм опозиційним настроєм супроти своїх зверхників — галицько-волинських князів. Запис 1231 р. (дата коментатора — 1233 р.) розповідає про війну угорсько-галицької коаліції проти Романовичів. Захопивши значну частину Галицько-Волинської Руси, 
| «двинув рать Андрій II-королевич на Данила і пішов до (города) Білобережжя. А боярин Володислав Юрійович їхав у сторожі од Данила з Києва і стрів він рать у Білобережжі, і билися вони через ріку Случ, однак зазнали поразки і гонили (угорці) їх до ріки Деревної [Нині – р. Деревичка»]. | Дізнавшись про поразку військ свого воєводи, Данило, заручившись підтримкою свого брата Василька, вирушив проти угрів. А болохівські князі спочатку були на боці королевича Андрія, а коли королевич починає зазнавати поразки, вони переходять у табір Данила Галицького.
Літописець зазначає, що союзниками угрів, крім галицьких бояр, були «князі болохівські». Фактично це перше повідомлення, що свідчить про існування нового територіяльного утворення — Болохівської землі. Формування його почалось, можливо, ще у другій половині XII ст. з поступового об'єднання дрібних володінь межиріччя Случі-Бугу, у тому числі тих, що входили до складу Божської і Межибожської волостей. Літописець при висвітленні подій вживає переважно загальні терміни: «князі болохівські», «болохівські міста», майже не наводячи конкретних даних. Насамперед це стосується правителів землі, жодного разу не названих на ім'я або поодинці. Це може свідчити або про існування певних родинних зв'язків між ними, або, скоріше, про конфедеративний характер цього державного (?) утворення.
У 1235 — 36 рр. вони також підтримували крамольних галицьких бояр в їхній боротьбі проти Данила Галицького. У травні цього року разом з галицькими боярами вони повоювали землі по р. Хомору, притоці Случі та облягали Кам'янець (Волинський). Данилові бояри забрали їх «усіх» і відвезли до Володимира. Проте вони, мабуть, помирилися з Романовичами, бо потім, коли болохівські князі «вошли» в мазовецькі землі і Болєслав мазовецький хотів їх «розграбити», то Романовичі за них заступились, і Василько упрохав Болєслава відпустити їх. Очевидно, вони мусили піддатися під зверхність Романовичів. Із другого боку, Болєслав, за літописом, каже, що вони не були простими боярами Данила, але самостійними князями: 
| "не суть вої твої, но суть особнии князи".[46] | Об'єднані війська зазнали поразки від Данила Галицького, болохівські князі потрапили в полон.
Під час монголо-татарської навали Болоховська земля у 1241 році визнала зверхність монголо-татар: коли руські князі розтікалися куди видко, болохівські князі, чи їх городи пішли на зустріч монголо-татарському війську піддалися добровільно татарам і за те були ними помилувані — «залишили» (помилували) … татарове, да им орють пшеницю и проса" (Іпатіївський літопис), лише Колодяжин та Кам'янець були зруйновані. Вони й далі залишалися в монгольській протекції, виплачуючи данину, а до Данила Галицького ставилися вороже. Монголи не втручалися у внутрішнє життя підвладного їм населення. Болохівці піддалися монголам сподіваючись зберегти свої землі від спустошення і втримати своє незалежне становище.
Болохівців називали «татарськими людьми» У Болохівській землі виникла одна з так званих «буферних зон» між Золотою Ордою і володіннями руських князів. Болохівські князі не обмежились спокійним господарюванням на своїх землях, а опираючися на татарську протекцію потім з іще більшим завзятям виступали проти Данила та його Галицько-Волинської держави. Так, у 1241 році болохівські князі ще перед поворотом татар з Угорщини взяли участь у поході суперника Данила Галицького в боротьбі за Галицьке князівство — чернігівського князя Ростислава Михайловича в Галицьке Пониззя, у невдалій облозі Бакоти. У зв'язку з цим, Данило Романович Галицький в 1241 р. помстився болохівським князям за змову з Ростиславом і за ганебну підтримку монголів, попалив і поруйнував болохівські міста Деревич, Губин, Кобуд, Городець, Божський, Дядьків. В Іпатіївському літописі про це сказано так: 
| «Слышав же Даниил приход Ростиславль со князя Болоховьскими (виступили на боці Ростислава) на Бакоту, абъе устромися на грады их огневи предасть и гребля их рас копа… Даниил же на не (болохівських князів) болшую вражьду держа, яко от татар болшую надежду [они] имеаху».[48] | Розгром більшості міст, проте, не дав бажаних наслідків: «зоставлені татарами» князі не підкорилися Романовичам, хоч і змушені були на деякий час припинити втручання в міжусобну боротьбу. Протягом наступних 14 років літописець жодного разу не згадує болохівців.
В середині XIII ст. почав наростати конфлікт Данила Галицького з монголо-татарами через «татарських людей» — болохівців. Мати цих «татарських людей» у себе під боком здавалося Данилу дуже небезпечним. Він пішов на болохівців походом, поруйнував і попалив їхні городи, «розкопав їхні греблі», як і зазначає літописець, узяв багатьох людей у неволю. І таких репресій Данилові доводилося вживати ще не раз, бо болоховці вперто трималися своєї монголо-татарської орієнтації. За прикладом болоховців і деякі громади у Київській землі й на Поділлі стали виходити з-під княжої влади й переходити під монгольську зверхність, воліючи платити легку данину ординцям, ніж нести всі тягарі, пов'язані з послухом князю, якому доводилося вічно воювати й напружувати всі сили своєї держави для її оборони. Можна здогадатися, що, в тому числі, боротьба Данила з «татарськими людьми» спричинила нову інтервенцію монгольського воєводи Куремси. В 1252 р. Куремса на короткий час захопив Пониззя. У 1254 р. Куремса вторгся на Волинь, однак не мав військового успіху і відійшов у Болохівську землю. В кінці 1254 галицько-волинське військо виступило проти Куремси. Весною 1255 року, порадившися з братом (Васильком) і з сином (Львом), послав він (Данило) [воєводу] Діонісія Павловича [і] взяв [город] Межибоже. А потім Данилові-таки люди і Василькові пустошили Болохів, а Львові — Побожжя і людей татарських". Були зруйновані «все городы, седлщие за татары», а більшість місцевих князів та бояр, щоб зберегти своє привілейоване становище та землі, пішли служити Данилу. Весною наступного, 1256 р., Шварно Данилович вирушив на "всі городи, що піддались татарам… Шварно прийшов [назад], узявши городи всі.
Захопивши болохівські городи, Данило полонив і попалив землю Болоховську та приєднав її до Галицько-Волинського князівства (підкорив і обклав данню). Князі поступово завоювали всі центри «болохівців» — на Бозі, Случі і Тетереві. Болохівську землю було примушено підкоритися: 
| «прийшли білобережці, чернятинці і всі болохівці до Данила...» | Останній здався Возвягль. Місто було спалено, а жителів Данило наказав вивести з міста і роздав на поділ князів.
При цьому, Данило ставив за основну мету знищити громади, які спирались на монголо-татар і виступили проти нього, а потім іти далі й визволити від завойовників Подніпров'я разом з Києвом… Однак, зайнявши землі вздовж Случі й Тетерева, військо Данила змушене було зупинитися через зраду союзника Данила литовського князя Міндовга.
В 1257 році Болоховська земля востаннє згадується в літописах:

| После уничтожения древнего Болохова, жители сего града попрятались в лесах. И организовали поселение. Жили скрытно. Когда их встречали путники и спрашивали - "Чьи вы?", отвечали -"Болоховские". Поселение это осталось сейчас на картах под названием Борушковцы, в 7 км, от современного Любара, бывшего Болохова. |
Відтоді з літописів зникають згадки про Болохівську землю. Очевидно, вона перестала існувати як автономна політично-територіальна одиниця після вторгнення до Галицько-Волинської Русі полчищ Бурундая в 1259 році. Оскільки в подальших записах Болохівська земля більше не згадується, можна припустити, що або — протягом наступних 35 років [Остання стаття Галицько-Волинського літопису датована 1293 р. (дата коментатора — зима 1289/90 р.).] місцеве населення визнавало зверхність галицько-волинських князів, або їхня територія була винищена в найкращих традиціях громадянських воєн. Існує версія, що болохівці переселились у межі Галицького князівства, про що свідчать співзвучні назви населених пунктів Болехів (Івано-Франківської обл.) та Болехівці (Львівської обл.).
Ймовірно також, що після вторгнення татаро-монголів в 1259 році, болохівці, які зуміли врятуватись, відступали на Полісся і осіли у важкодоступних землях сусіднього Турово-Пінського князівства (Дубровицькі землі Турівського князівства — Балаховичі та Балашівка (на Ровенщині); див. також Балахівка і Полохівка (на Кіровоградщині)). До середини XIV ст. ми не маємо про болохівців ніяких відомостей. Однак, пізні середньовічні джерела починають їх знову згадувати. Як виявилось, вони зберегли не тільки свою ідентичність, а й бойову дієздатність. В описі 1552 р. Вінницького замку йдеться про «болаховцев», які складають його охорону. У розповіді про м. Лисянку 1622 р. їх змальовують як майстерних мисливців і рибалок, а у оповіді про козаків Ніжинського, Полтавського, Прилуцького, Чернігівського полків 1640 р. «болохівців» знову-таки виділяють серед всього загалу. На Запорозькій Січі «болоховник» — це обізнаний на секретах звіриних ловів, спритний вмілий козак, який користується повагою товаришів-вояків. Можна припустити, що у XIV — XVII ст. в час, коли болохівці стали переселятись з Полісся по всіх кутах України, певні прошарки серед них обрали військову діяльність. Іншим було важливо повернутися на старі землі, щоб вирощувати хліб.
Пізніше між істориками виникла так звана «болохівська» версія походження козацтва. Вона говорить, що саме від болохівців XIII ст. походять українські козаки, перші згадки про яких на Дніпрових порогах з'являються в кінці XV ст., тим більше, що в XVII ст., «болохівцями» називали степових «добичників».